# Пискатакуа
Пискатакуа (англ. Piscataqua River) — река в США в округе Йорк (штат Мэн) и округе Рокингхем (штат Нью-Гэмпшир). На всём своём протяжении Пискатакуа является естественной границей этих штатов. Длина — 19 километров. Площадь водосборного бассейна — 3870 км². Уклон реки — 0,16 м/км.

## Описание
Пискатакуа образуется слиянием рек Кочико и Салмон-Фолс. Первую свою треть Пискатакуа течёт с севера на юг, затем поворачивает на юго-восток и плавно течёт без заметных изгибов и поворотов до самого Атлантического океана. Основной приток — Скуамскотт. Через Пискатакуа перекинуто несколько мостов, наиболее известные из них: Сары Милдред Лонг (открыт в 1940 году, длина 855 метров, является дублёром шоссе US 1), Пискатакуа-Ривер (1972 год, 1373 метра, I-95) и Мемориальный (2013 год, 366 метров, US 1).
Река впадает в Портсмутскую бухту залива Мэн Атлантического океана. Устье Пискатакуа по типу является быстроприливным эстуарием (скорость прилива здесь достигает 8,1 км/ч). В устье реки находится остров Бэджерс, на котором в XVIII—XIX веках располагалась крупная верфь, а также ныне можно посетить «самый старый дом Мэна»; и остров Сивис, на котором с 1800 года до наших дней функционирует военно-морская верфь Portsmouth NSY.
На берегах реки находятся города (от истока к устью): Элиот, Ньюингтон, Портсмут, Киттери и Нью-Касл.

## История
Название реки происходит из языка коренных жителей этих мест — индейцев племени абенаки. Образовано оно, вероятно, от слов песке («рукав» [реки]) и тегве («река с сильным течением» (наверное имеется в виду высокая скорость прилива в эстуарии)).
- Первым европейцем, исследовавшим реку в 1603 году, считается Мартин Принг[англ.].
- В 1614 году капитан Джон Смит подписал эту реку на своей карте названием очень напоминающим современное Piscataqua[4]. В 1623 году на реке была построена первая лесопилка.
- В 1945 году, вскоре после окончания Второй Мировой войны, в устье Пискатакуа под белым флагом всплыла немецкая подводная лодка. Полиция Нью-Гэмпшира взяла капитана судна и его экипаж в плен[5].
- В 2000—2002 годах штаты Мэн и Нью-Гэмпшир судились по вопросу принадлежности острова Сивис[англ.], находящегося в устье реки. Верховный суд США присудил остров Мэну[6].

## Галерея

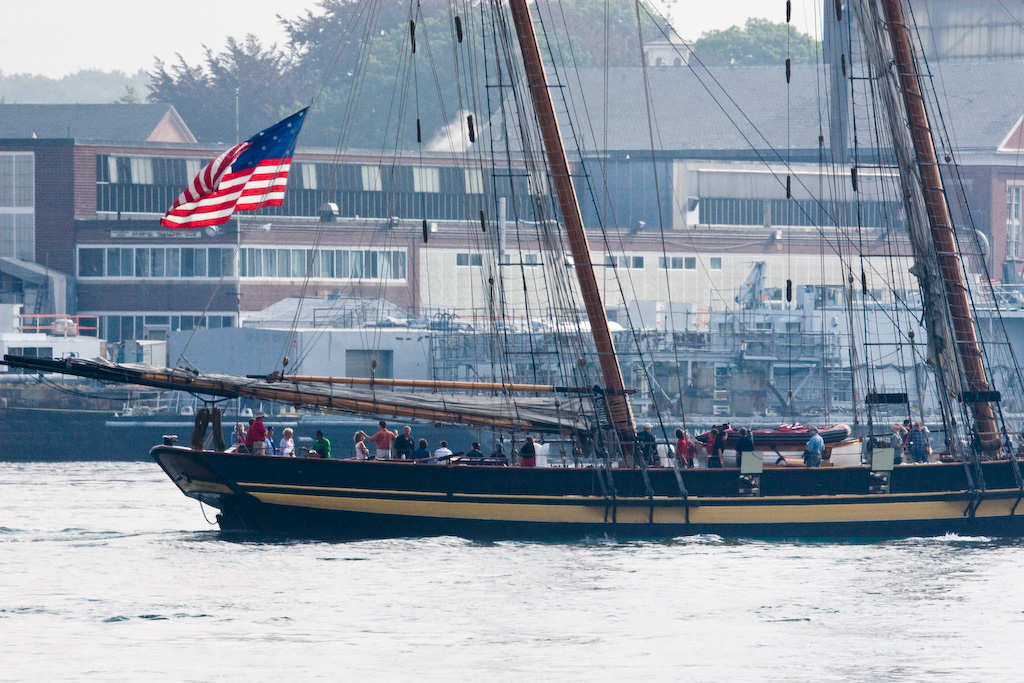
«Гордость Балтимора[англ.]» на реке (2007 год)
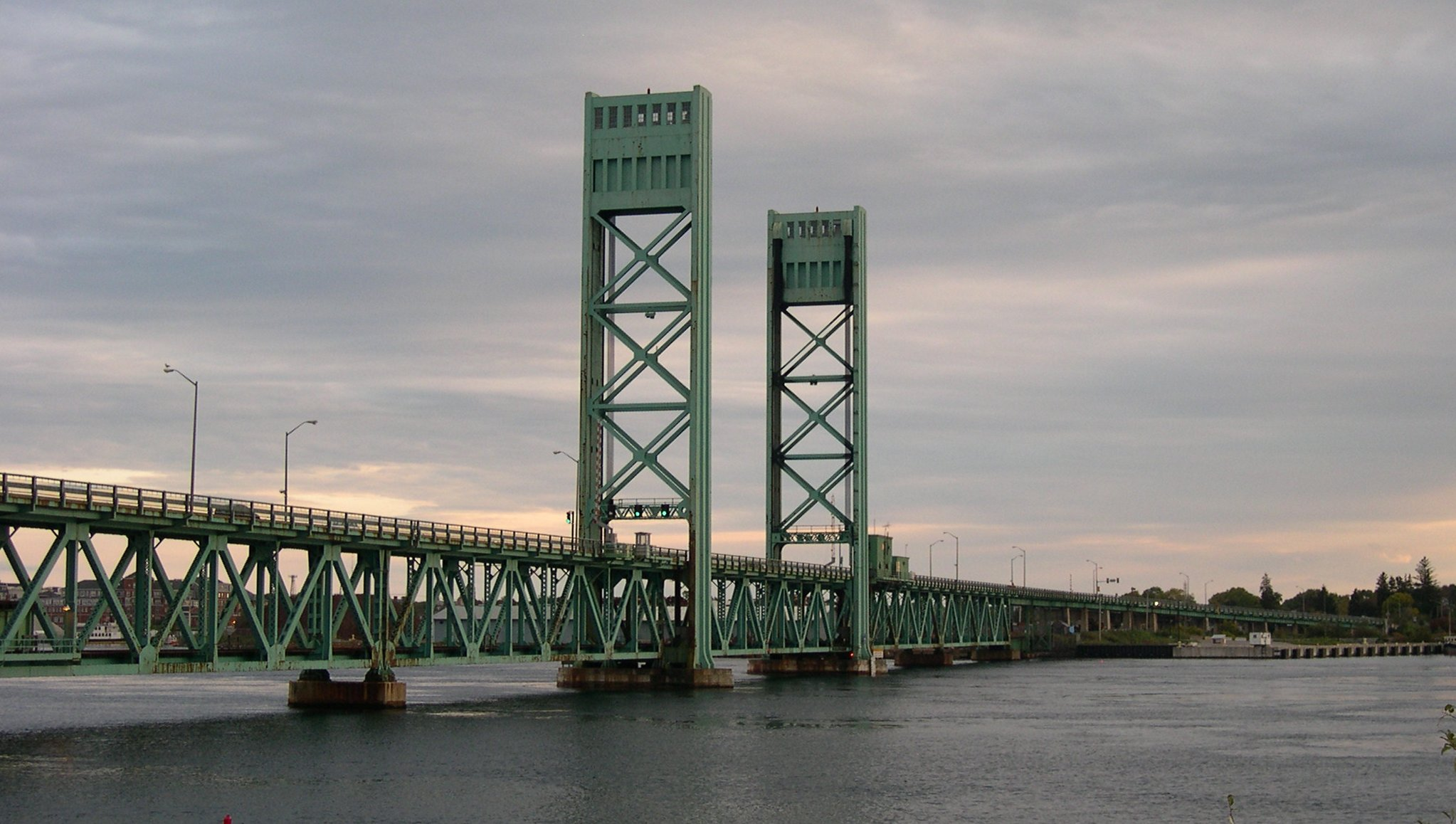
Мост Сары Милдред Лонг[англ.]
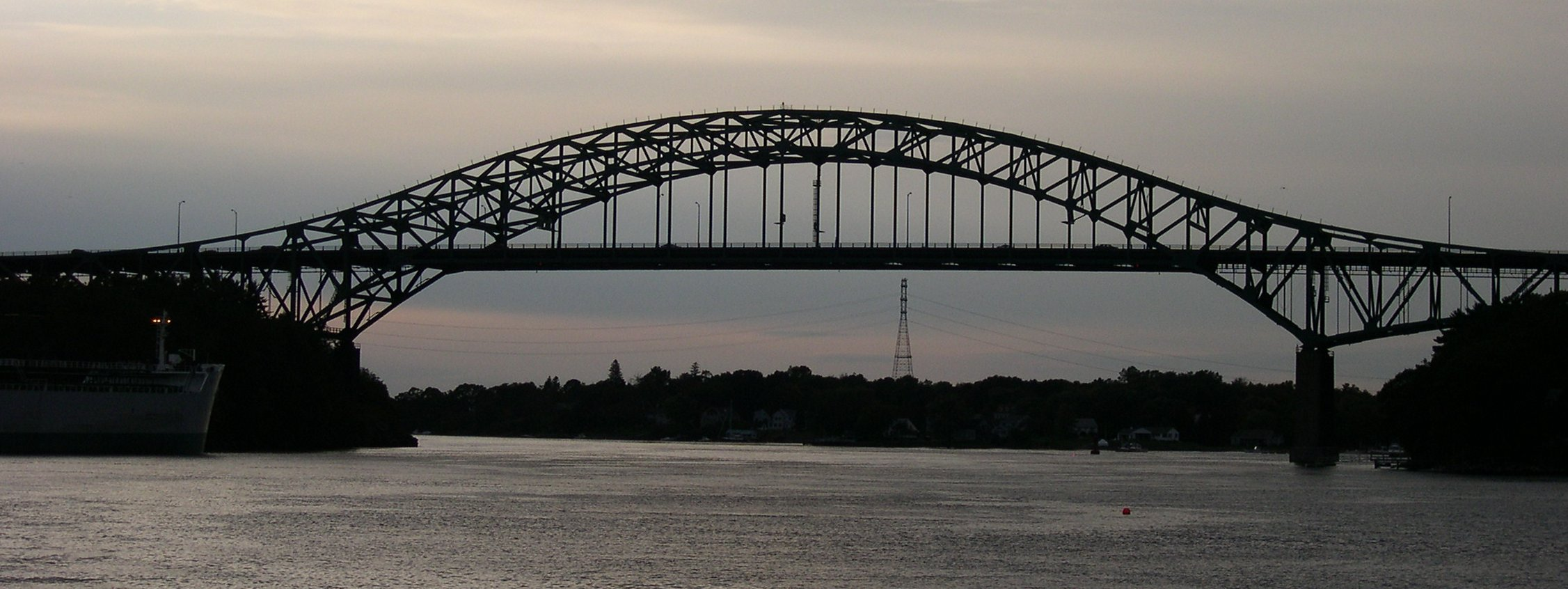
Мост Пискатакуа-Ривер[англ.]
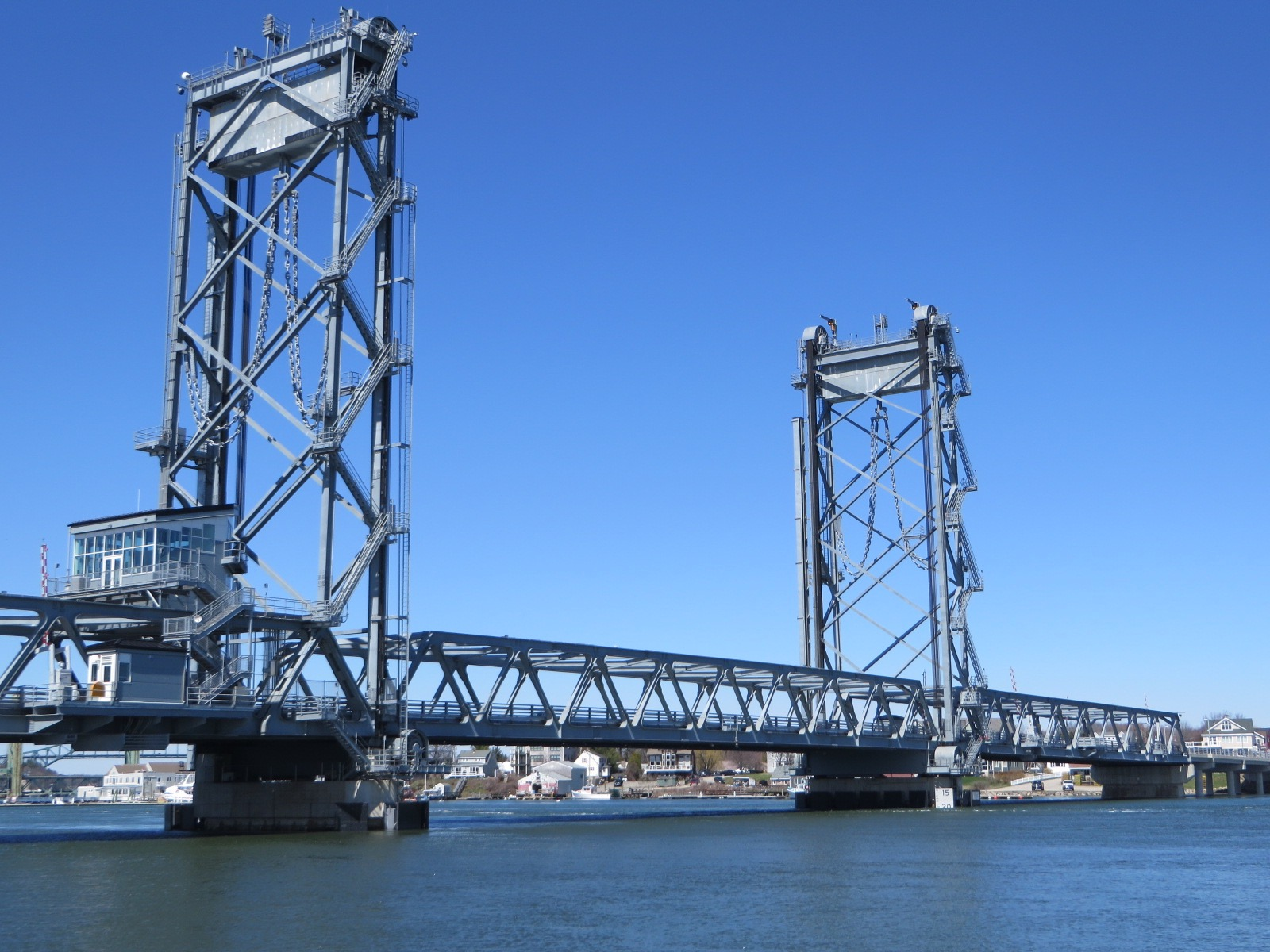
Мемориальный мост[англ.]